# محمد نسيم الشامسي
محمد نسيم أحمد حمزة جاسم الشامسي (ولد في 8 يناير 1998 في المحرق، البحرين) لاعب كرة قدم بحريني يجيد اللعب في مركز الوسط المدافع وبدرجة أقل الوسط المحوري. يلعب حاليا لصالح الأهلي البحريني منذ 2022.